# 97 av. J.-C.
Cette page concerne l'année 97 av. J.-C. du calendrier julien proleptique.

## Événements
- 15 novembre 98 av. J.-C. (1er janvier 657 du calendrier romain) : début à Rome du consulat de Gnaeus Cornelius Lentulus et Publius Licinius Crassus[1].
  - Censure de Marc Antoine l'Orateur et de Lucius Valerius Flaccus. Ils excluent du Sénat l’ancien tribun de la plèbe Duronius parce qu'il avait fait abroger une loi somptuaire qui limitait les dépenses occasionnées par les banquets[1].
  - Sénatus consulte interdisant les sacrifices humains[1].

- Victoire romaine sur les Maedi et les Dardani, peuples thraces[2].
- Alexandre Jannée assiège Gaza pendant un an[3].